# 素鐵訕站
素鐵訕站位於泰國首都曼谷匯權縣的叻猜拉披色路與「素鐵訕威尼彩路」交界，為曼谷地鐵的一個車站。站碼為 SUT。

## 車站構造
| G  | 地面               | 巴士站、素鐵訕警局、Mueang Thai-Phatthara複合 |
| B1 | 大堂               | 1-4號出口、售票機                             |
| B2 | 1號月台            | MRT 往曼瓦（匯權）                            |
| B2 | 島式月台，右側開門 |                                               |
| B2 | 2號月台            | MRT 往島本（叻猜拉披色）                      |

## 鄰近地點
- 出口 1：素鐵訕警察局 (Sutthi San Police Station)
- 出口 2：商業登記局(Business Registration Office)、第七區稅務局(Area 7 Revenue Office)、叻猜拉披色二十街
- 出口 3：Muangthai Phatra Complex、The Grand Hotel、叻猜拉披色十八街
- 出口 4：Krisda Plaza、簽發勞工證辦公室、叻猜拉披色十七街

## 公共汽車
- 公共汽車：73、136、137、172、179、185、206、514、517、528 及 529。

## 外部連結
- 曼谷地鐵公司的官方網站
- 曼谷集體運輸系統(架空電車)的官方網站